# Инфлянтское воеводство
Инфля́нтское воево́дство (пол. Województwo inflanckie) или Ливонское воеводство (лат. Ducatus Livoniae) — одно из воеводств Речи Посполитой, образованное в 1620 году из земель Латгалии (части бывшего Задвинского герцогства). Существовало в 1620—1772 годах. Название Инфлянты (пол. Inflanty) является искажением немецкого названия Ливонии — Livland.
Формально Инфлянтское воеводство находилось в совместном владении обеих частей Речи Посполитой — Короны Польской и Великого княжества Литовского. Центром воеводства являлся город Динабург. Возглавлялось инфлянтскими воеводами. Сеймик воеводства собирался также в городе Динабурге.
Инфлянтское воеводство представляли в сенате Речи Посполитой 3 сенатора: ливонские епископ, воевода и каштелян. Воеводство не делилось на поветы и состояло из четырёх староств: (Динабургского, Режицкого, Люцинского и Мариенгаузенского).
В 1622—1722 годах северная граница воеводства совпадала с линией польско-шведской границы.
Инфлянтское воеводство было ареной соперничества Речи Посполитой, Швеции и России. В 1629 году было заключено Альтмаркское перемирие, завершившее длительную польско-шведскую войну (1600—1629). Речь Посполитая потеряла бо́льшую часть Лифляндии, отошедшую к Швеции, но сохранила за собой часть Лифляндии, известную как Инфлянты Польские.
В 1654 году Русское государство начало войну против Речи Посполитой и захватило большую часть Польской Лифляндии (Режица, Мариенгаузен и Люцин), кроме центра воеводства — Динабурга, который в 1655 году захватили шведы. В 1660 году по условиям Оливского мира, завершившего польско-шведскую войну (1655—1660), Речь Посполитая окончательно признала Лифляндию владением шведской короны, но удержала за собой Инфлянты. В 1667 году было заключено Андрусовское перемирие, по условиям которого Россия вынуждена была вернуть под власть Речи Посполитой ранее захваченную часть Инфлянт. В 1677 году Сейм Речи Посполитой принял официальное постановление об образовании Ливонского воеводства, предоставив ему статус княжества.
В 1772 году по первому разделу Речи Посполитой Инфлянтское воеводство было присоединено к Российской империи. Территория воеводства вошла в состав Двинской провинции Псковской губернии.

## Основные крепости
- Динабург (пол. Dyneburg)
- Режица (пол. Rzeżyca)
- Мариенгаузен (нем. Marienhaus)
- Люцин (пол. Lucyn)
- Крейцбург (пол. Kryżborg, Kryżbork, нем. Kreuzburg, Kreutzburg, лат. Cruceborch)

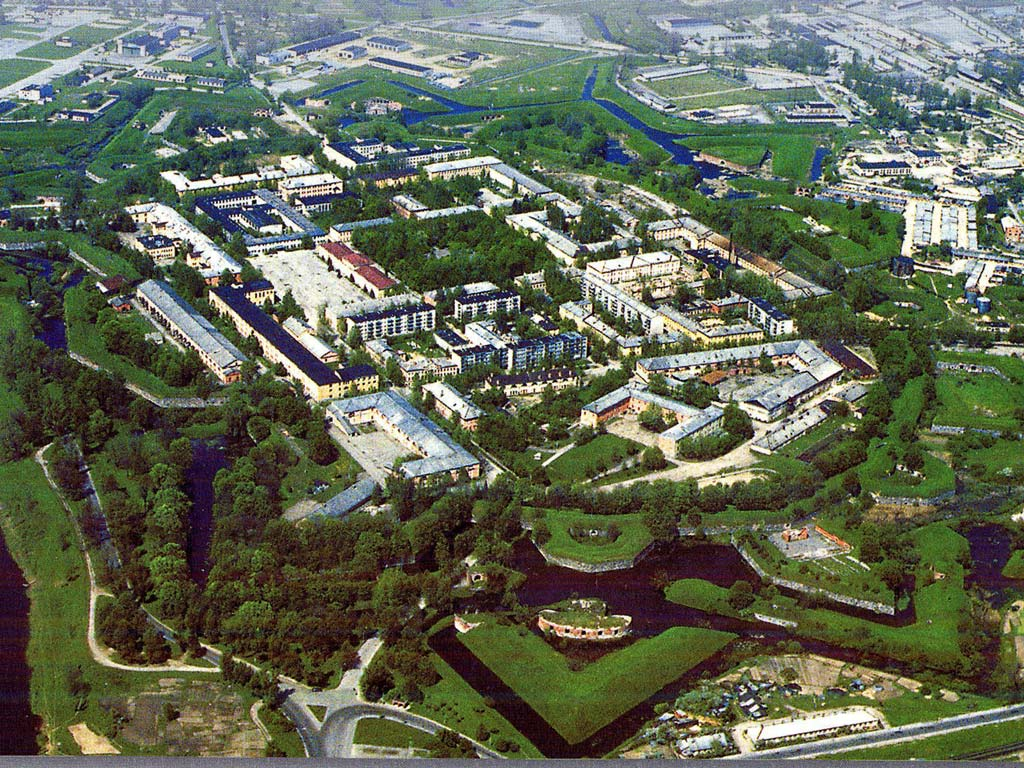
Вид на Даугавпилсскую крепость
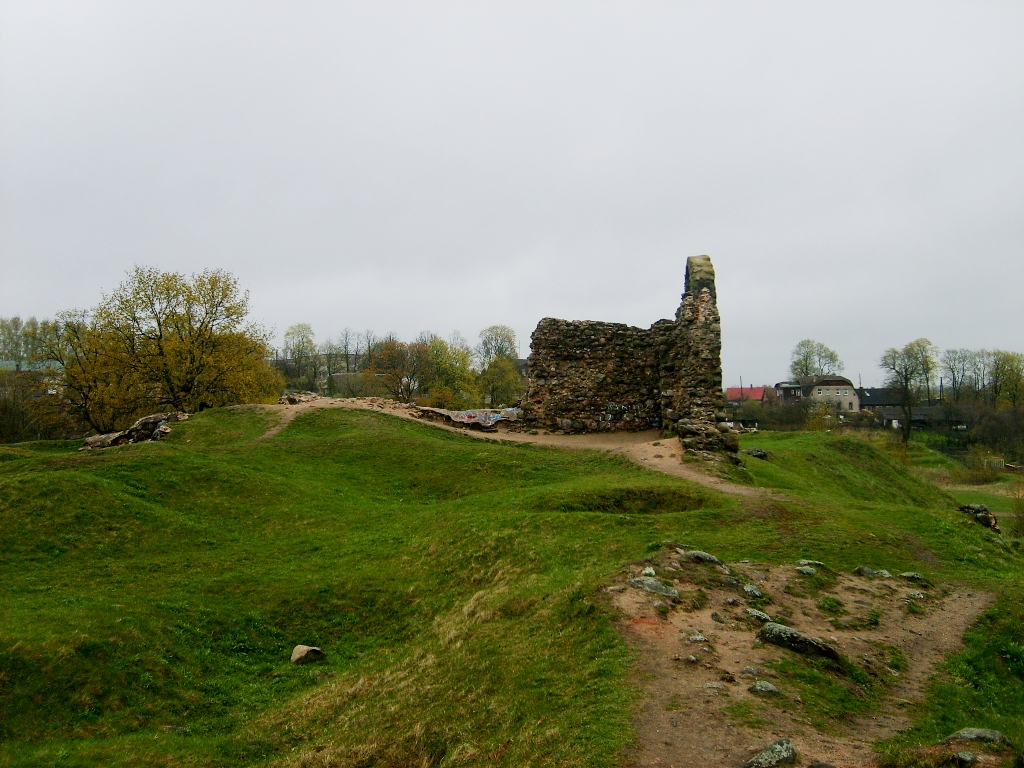
Руины замка в Резекне
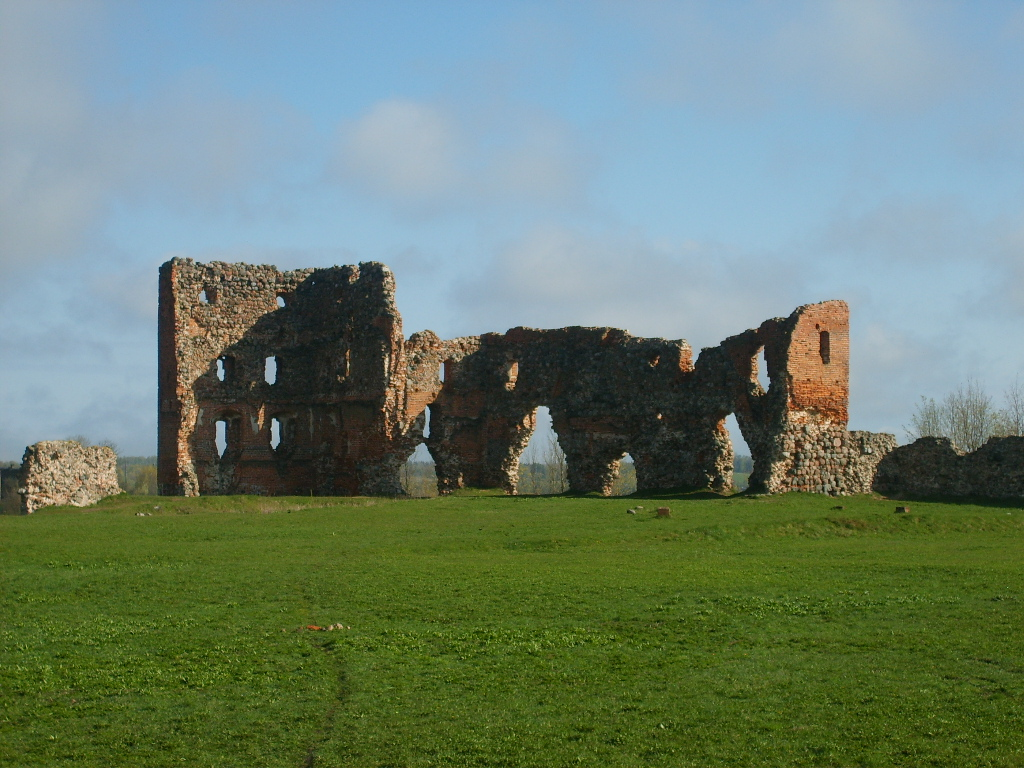
Руины замка в Лудзе